# U Большой Медведицы
U Большой Медведицы (лат. U Ursae Majoris), HD 88651 — одиночная переменная звезда в созвездии Большой Медведицы на расстоянии приблизительно 1169 световых лет (около 358 парсеков) от Солнца. Видимая звёздная величина звезды — от +6,25m до +6,2m.

## Характеристики
U Большой Медведицы — красный гигант спектрального класса M0III.